# Mwigulu Nchemba

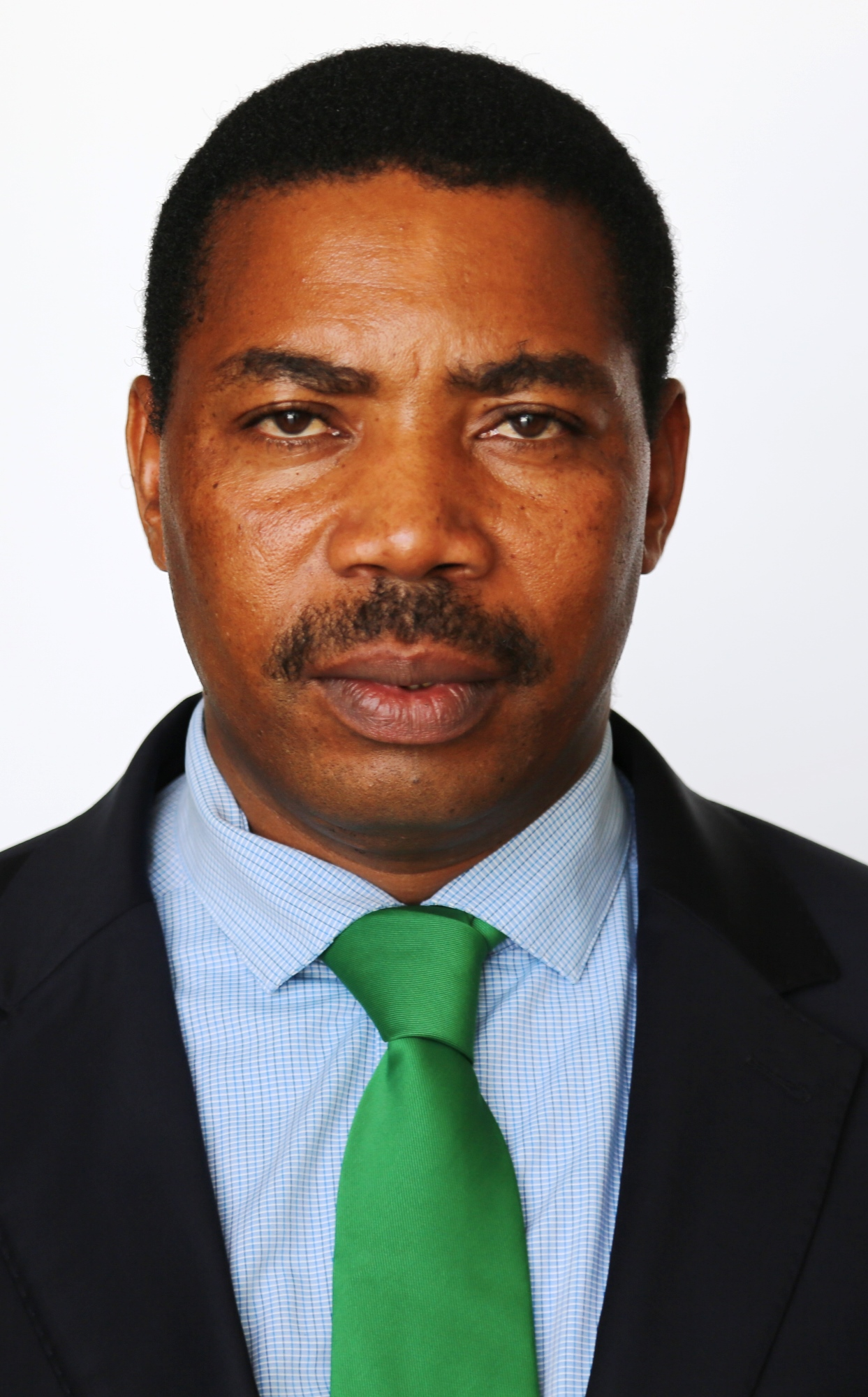
Mwigulu Nchemba

Mwigulu Nchemba (* 7. Januar 1975) ist ein tansanischer Politiker.

## Leben
Mwigulu Nchemba ist Mitglied der Partei Chama cha Mapinduzi, 2011 wurde er dort Schatzmeister, von 2012 bis 2015 war er stellvertretender Generalsekretär.

### Bildung
Von 1987 bis 1993 besuchte er die Grundschule in Makunda, anschließend bis 2000 die weiterführenden Schulen in Ilboru und Mazengo. Im Jahr 2001 begann er ein Wirtschaftsstudium an der Universität Daressalam und erhielt einen Bachelor of Economics 2004 und den Master of Economics 2006. Seine Ausbildung schloss er 2018 mit dem Ph.D. Economics ab.

### Beruf
Parallel zum Doktoratsstudium arbeitete er von 2006 bis 2010 bei der Bank von Tansania. Seit 2010 ist er Parlamentsmitglied. Von 2010 bis 2013 arbeitete er erst im Haushaltsausschuss und dann im Finanz- und Wirtschaftsausschuss, ab 2015 im Ausschuss für auswärtige Angelegenheiten, Sicherheit und Verteidigung. Im Jahr 2016 war er kurz Landwirtschaftsminister, übernahm dann das Innenministerium, bis er 2018 abberufen wurde. Nach Zeitungsberichten wurde er wegen Missständen in seinem Ministerium von Präsident Magufuli seines Amtes enthoben.
Von der neuen Präsidentin Samia Suluhu Hassan wurde er 2021 zum Finanzminister bestellt.